# ヒロメノトガリアミガサタケ
ヒロメノトガリアミガサタケ（広目尖網笠茸、M.costata）は、尖った黄色の頭部をもつキノコで、広葉樹林に発生する。頭部は大きく凸凹している。アミガサタケ同様食用となるが、生食は厳禁である。

## 分布
日本とヨーロッパの広葉樹林の地上に発生する。

## 形態
頭部は長円錐形または卵状円錐形で、先端は鈍頭かやや鋭頭で、唐辛子のような形。灰黄色～灰褐色で、柄に隔生。
肋脈は縦脈がよく発達し横脈の発達は弱い。網目は大きく長くて広く、数は少ない。子のう胞子は楕円形で無色。
柄の高さは8～16cmで時にそれ以上で20cmになることもある。柄は円筒形であり、内部は空洞。ほぼ頭部と同長で、やや長い棒状～下方が太く、表面は平滑～粉状、頭部より淡色。
肉は薄く、弾力があり、無味無臭。

## 生態
春～初夏に、深山の広葉樹林地上に単生～散生する。腐生菌。

## 利用
肉質はもろいが、茹でる弾力があり、こりこりした歯ざわりがある。ジロミトリンという毒成分が含まれており、この毒は生体内で加水分解を受けて、肝臓に対して毒となる。そのため、生食は厳禁である。アミガサタケ同様おいしいことで知られ、炊き込みご飯、佃煮、ポタージュ、煮込み、グラタン、ピザ、オムレツ、油炒め、煮込み、あんかけなどの料理によく合うほか、和え物、煮込み、雑炊、鍋物、天ぷら、フライ、ピラフ、コロッケ、スープ類、ギョーザ、シュウマイでも食べられる。